# Campa i klaveret
Campa i klaveret är en svensk fars från Vallarnas friluftsteater 2012, regisserad av Lars Classon (son till Krister Classon, från duon Stefan & Krister) som också stod för manuset tillsammans med de tidigare gästskådespelarna Per Andersson och Håkan Klamas.
Premiären den 1 juli 2012 sågs av 1 650 åskådare på plats, och den 19 juli samma noterades den miljonte åskådaren på Vallarnas friluftsteater sedan dess invigning 1996.
En upptagning av föreställningen släpptes på DVD den 19 juni 2013 och visades på TV4 den 14 juni 2013.

## Handling
Det omaka paret Göran och Fia tar in på Gläntans camping med sin gamla trånga husvagn, men får direkt problem genom att backa husvagnen in i knuten på receptionsbyggnaden. För att försvara sig mot den argsinta föreståndaren ljuger Göran om att vara Olof – parets rike granncampare med en lyxhusvagn, som i sin tur får all anledning att misstänka intrång medan han är borta på aktiviteter.
Andra gäster som dyker upp är 18-åriga Nadja och hennes mormor, Ester, vilka letar efter Nadjas far Olof som de aldrig träffat, och ryktas befinna sig på campingen, då Göran (som antas vara fadern) tvingas erkänna en gammal otrohet. Den passive tältaren Granqvist börjar irra omkring naken efter att ha fråntagits sin morgonrock vid en dusch, samtidigt som "Hallandsblottaren" efterlyses i kvällstidningen. 

## Medverkande
| Claes Månsson     | – Ernst Eklund (campingföreståndaren) |
| Siw Carlsson      | – Ester Jansson                       |
| Jojje Jönsson     | – Göran Lönn                          |
| Robin Stegmar     | – Olof Harpinge                       |
| Anna Bromée       | – Fia Lönn                            |
| Kent Vickell      | – Olof Granqvist                      |
| Emmi Christensson | – Nadja Jansson                       |